# Пассажиры (фильм, 1977)
«Пассажиры» (фр. Les Passagers) — французский кинофильм 1977 года. Экранизация произведения Дина Кунца. В романе Кунца события происходят в США, а в фильме они перенесены в Италию и Францию.

## Сюжет
Парижанин Алекс Муано приезжает в Рим забрать из школы-интерната сына своей новой жены — Марка. Молодая семья решила жить в Париже. Теперь Алексу и Марку предстоит длительная поездка, более тысячи километров, за время которой они знакомятся и становятся друзьями, хотя вначале Алексу Марк приходится не по душе, и он считает его занудливым и нахальным мальчишкой. Уже в начале пути мальчик замечает, что за их машиной Renault 5 следует подозрительный чёрный фургон «Форд». Он делится своими наблюдениями с Алексом, но тот воспринимает всё как игру детского воображения. Позднее оказывается, что Марк прав — их действительно преследует неизвестный человек с поначалу неясными, но потом всё более враждебными намерениями. Как выясняется, это Фабио, бывший любовник женщины, на которой женился Муано, который не собирается терпеть то, что его бывшая возлюбленная достанется другому мужчине. 
Фабио убивает остановивших его итальянских полицейских, после чего начинается его розыск. Тем не менее, Фабио неуловим, и поймать его итальянской полиции не под силу. Преследователю известен маршрут Алекса и Марка в мельчайших подробностях, вплоть до того, в каком отеле они будут ночевать на их пути из Парижа в Рим. Алекс советует Марку ничего не сообщать матери по телефону о страшном преследователе, чтобы не волновать её. Затем они решают обмануть Фабио и сворачивают в горы, но позже Фабио настигает их в отеле, где пытается ночью проникнуть в их комнату, а затем нападает на Алекса, вышедшего посмотреть, что происходит. Однако утром следователь итальянской полиции информирует путешественников, что преследовавший их фургон был найден сгоревшим в кювете, а водитель погиб. 
Алексу и Марку кажется, что их кошмар наконец прекратился, но они ошибаются. Они пересекают границу, но во время езды по горным дорогам «Форд» опять появляется, и целью Фабио теперь является уже не просто преследование, а убийство преследуемых им людей. После изнуряющей погони, в ходе которой машина Муано получает серьезные повреждения, а у фургона Фабио спускает колесо. В ближайшем городе Муано идёт в полицию, но там не верят его рассказу о появлении преследователя, ссылаясь на данные итальянцев о смерти человека в чёрном фургоне. На полуразбитой машине Алекс с Марком доезжают до Парижа, где их ждет очередной шок — преследовавший их автомобиль стоит у входа в их дом… Муано прячет мальчика у соседей, а сам решает разобраться с покушавшимся на их жизни маньяком. В это время Фабио пытается изнасиловать Николь, убеждая её, что они должны возобновить свои отношения. Завязывается драка Фабио с Алексом, в ходе которой Николь подбирает выпавший пистолет Фабио и убивает его. Алекс идёт с ней искать Марка. Они находят перепуганного мальчика в саду, и он радуется, что Алекс остался в живых.

## В ролях
- Жан-Луи Трентиньян — Але́кс Муано (в книге — А́лекс Дойл)
- Мирей Дарк — Николь Летесье (в книге — Куртни)
- Бернар Фрессон — Фабио (в книге — Джордж Леланд)
- Ришар Константини — Марк Летесье (в книге — Колин)
- Адольфо Сели — Боэтани (в книге — Экридж)

## История проката

### Даты премьер
Даты приведены в соответствии с данными IMDb.
- Франция — 9 марта 1977
- ФРГ — 18 марта 1977
- Финляндия — 22 июля 1977
- ГДР — 26 мая 1978